# Boško Simonović
Boško Simonović (en serbi: Бoшko Cимoнoвић, Šid, 12 de febrer de 1898 - Belgrad, 5 d'agost de 1965) fou un futbolista serbi i posteriorment entrenador.
Fou jugador de SK Srpski mač i BSK Beograd. Fou l'entrenador de la selecció de Iugoslàvia al Mundial de 1930.
També fou àrbitre i dirigí el primer serbi en arbitrar un partit internacional el 1923 a Bucarest.